# Макот (Тенеси)
Макот (енгл. Mascot) насељено је место без административног статуса у америчкој савезној држави Тенеси.

## Демографија
По попису из 2010. године број становника је 2.411, што је 292 (13,8%) становника више него 2000. године.
| Група             | 2000.         | 2010.         |
| Белци             | 2.029 (95,8%) | 2.235 (92,7%) |
| Афроамериканци    | 51 (2,4%)     | 78 (3,2%)     |
| Азијати           | 2 (0,1%)      | 3 (0,1%)      |
| Хиспаноамериканци | 10 (0,5%)     | 40 (1,7%)     |
| Укупно            | 2.119         | 2.411         |